# Christian Eberhard (Politiker, 1886)
Christian Eberhard (* 21. September 1886; † 1973) war ein deutscher Kommunalpolitiker.

## Werdegang
Eberhard trat 1909 in die Verwaltung der Stadt Göppingen ein. Nach Ende des Zweiten Weltkriegs und der Besetzung der Stadt durch US-amerikanische Truppen wurde er von der Militärregierung im April 1945 als kommissarischer Oberbürgermeister eingesetzt. Er blieb bis 1954 im Amt.
Während seiner Amtszeit erwarb er sich große Verdienste um den Wiederaufbau der Stadt und die Eingliederung von Vertriebenen und Flüchtlingen.

## Ehrungen
- 1952: Verdienstkreuz am Bande der Bundesrepublik Deutschland